# Stand-up (komedia)

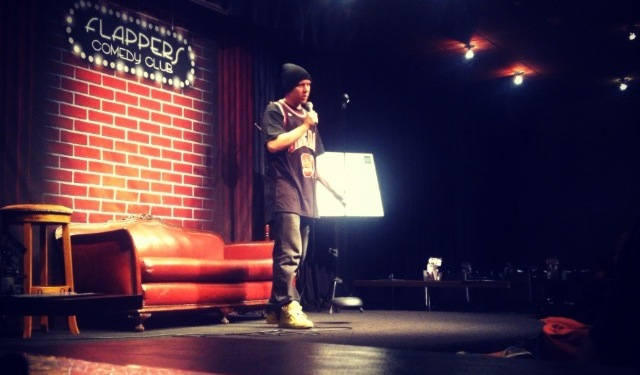
Artysta stand-upowy podczas występu

Stand-up – komediowa forma artystyczna w postaci monologu przed publicznością.
W przeciwieństwie do kabaretu stand-up opiera się bardziej na charyzmie wykonawcy oraz kontakcie z publicznością niż na dopracowaniu każdego wiersza przedstawienia i wartości artystycznej. Artyści stand-upowi za główny cel stawiają sobie rozbawienie publiczności, przywiązują mniejszą wagę do kwestii artystycznych (piosenek i dekoracji znanych z kabaretów).
Nazwa stand-up pochodzi z Ameryki, gdzie ten gatunek jest równie popularny jak kabarety w Polsce. W Stanach istnieją specjalne kluby zaopatrzone w miejsca do siedzenia i stoliki oraz scenę. Podczas tzw. open mic prawie każdy może wejść na scenę i rozpocząć swój występ. Dzięki takiej formule ten gatunek jest niezwykle przyjazny dla początkujących artystów, bardzo łatwo jest tam zacząć. Od połowy pierwszej dekady XXI wieku serwisy internetowe wideo z treściami od ich użytkowników, takie jak m.in. YouTube, są również miejscem występu stand-uperów, a dzięki temu występy komików można oglądać w Internecie.